# Norbert Szendrei
Norbert Szendrei (Nyíregyháza, 27 marzo 2000) è un calciatore ungherese, centrocampista dello Zalaegerszeg.

## Caratteristiche tecniche
È un centrocampista offensivo.

## Carriera

### Club
Cresciuto nel settore giovanile del Nyíregyháza squadra della sua città natale, nel 2012 viene acquistato dall'Honvéd che lo inserisce nel proprio settore giovanile. Debutta in prima squadra il 27 maggio 2018 giocando l'incontro di campionato perso 2-0 contro il MOL Vidi. Il 31 maggio 2020 segna la sua prima rete nella vittoria casalinga per 3-1 contro il Debrecen. Nel corso delle stagioni si è alternato tra prima e seconda squadra collezionando con la squadra riserve 29 presenze e un gol. Nell'estate 2021 viene acquistato dal MOL Fehérvár, ma dopo una stagione non esaltante, viene venduto allo Zalaegerszeg rimanendo sempre nella massima serie magiara e al termine della stagione vince assieme al resto della squadra la prima coppa nazionale della storia del suo club, sua seconda coppa in carriera.

### Nazionale
Esordisce con la nazionale ungherese nel 2016 con l'Under-17 con cui partecipa agli europei, l'anno successivo entra nell'Under-18 ben figurando con 7 reti in 14 presenze. Nel 2018 lo stesso ct Antal Németh lo convoca con l'Under-19 giocando alcuni match di qualificazione per l'europeo di categoria raccogliendo 10 presenze con un gol e restando fino al 2019. Nel novembre 2020 viene convocato dal ct Zoltán Gera con l'Under-21 segnando già all'esordio su rigore il primo dei due gol che serviranno a battere la Russia.

## Statistiche

### Presenze e reti nei club
Statistiche aggiornate al 10 gennaio 2021.
| Stagione            | Squadra             | Campionato          | Campionato | Campionato | Coppe nazionali | Coppe nazionali | Coppe nazionali | Coppe continentali | Coppe continentali | Coppe continentali | Altre coppe | Altre coppe | Altre coppe | Totale | Totale |
| Stagione            | Squadra             | Comp                | Pres       | Reti       | Comp            | Pres            | Reti            | Comp               | Pres               | Reti               | Comp        | Pres        | Reti        | Pres   | Reti   |
| ------------------- | ------------------- | ------------------- | ---------- | ---------- | --------------- | --------------- | --------------- | ------------------ | ------------------ | ------------------ | ----------- | ----------- | ----------- | ------ | ------ |
| 2017-2018           | Honvéd II           | NBIII               | 0          | 0          | -               | -               | -               | -                  | -                  | -                  | -           | -           | -           | 0      | 0      |
| 2018-2019           | Honvéd II           | NBIII               | 13         | 1          | -               | -               | -               | -                  | -                  | -                  | -           | -           | -           | 13     | 1      |
| 2019-2020           | Honvéd II           | NBIII               | 16         | 0          | -               | -               | -               | -                  | -                  | -                  | -           | -           | -           | 16     | 0      |
| Totale Honvéd II    | Totale Honvéd II    | Totale Honvéd II    | 29         | 1          |                 | -               | -               |                    | -                  | -                  |             | -           | -           | 29     | 1      |
| 2017-2018           | Honvéd              | NBI                 | 1          | 0          | MK              | -               | -               | UCL                | -                  | -                  | -           | -           | -           | 1      | 0      |
| 2018-2019           | Honvéd              | NBI                 | 6          | 0          | MK              | 2               | 0               | UEL                | 0                  | 0                  | -           | -           | -           | 8      | 0      |
| 2019-2020           | Honvéd              | NBI                 | 8          | 1          | MK              | 2               | 0               | UEL                | 0                  | 0                  | -           | -           | -           | 10     | 1      |
| 2020-2021           | Honvéd              | NBI                 | 10         | 2          | MK              | 1               | 0               | UEL                | 1                  | 0                  | -           | -           | -           | 12     | 2      |
| Totale Honvéd       | Totale Honvéd       | Totale Honvéd       | 25         | 3          |                 | 5               | 0               |                    | 1                  | 0                  |             | -           | -           | 31     | 3      |
| 2021-2022           | MOL Fehérvár        | NBI                 | 17         | 0          | MK              | 2               | 0               |                    | -                  | -                  |             | -           | -           | 19     | 0      |
| 2022-2023           | Zalaegerszeg        | NBI                 | 24         | 0          | MK              | 5               | 0               | -                  | -                  | -                  | -           | -           | -           | 29     | 0      |
| 2023-2024           | Zalaegerszeg        | NBI                 | 6          | 1          | MK              | 1               | 1               | UECL               | 2                  | 0                  | -           | -           | -           | 9      | 2      |
| Totale Zalaegerszeg | Totale Zalaegerszeg | Totale Zalaegerszeg | 30         | 1          |                 | 6               | 1               |                    | 2                  | 0                  |             | -           | -           | 38     | 2      |
| Totale carriera     | Totale carriera     | Totale carriera     | 101        | 5          |                 | 13              | 1               |                    | 3                  | 0                  |             | -           | -           | 117    | 6      |

## Palmares

### Club

#### Competizioni nazionali
- Coppa d'Ungheria: 2

Honvéd: 2019-2020
Zalaegerszeg: 2022-2023

### Individuale
- Miglior giocatore dell'anno under-21 della NBI: 1

2019-2020